# Tujia
Tujia (土家族, pinyin: Tǔjiāzú; eller Bizika 毕兹卡) er et af de 55 officielt anerkendte minoritetsfolk i Folkerepublikken Kina. De er med 8 million mennesker det sjette største folkeslag i Kina. De bor hovedsagelig i Wulingbjergene, i provinserne Hunan og Hubei og i tilstødende områder.
Deres kultur har været under pres i hele 1900-tallet, og de har i stor udstrækning tilpasset sig den dominerende hankinesiske kultur. Det er muligt, at kun 20.000 til 30.000 tujiaer benytter gruppens oprindelige sprog; de øvrige taler kinesisk eller miaosprog.
Tujiane er kendte for sine sangtraditioner, sin visedigtning og for hånddansen Baishou. Dette er en selskabsdans, som går tilbage til 1500-tallet og som benytter sig af 70 rituelle bevægelser for at henvise til aspekter inden for krigsførelse, landbrug, jagt, hofliv og traditionel levevis.